# 納普特河
51°53′35″N 9°5′53″E / 51.89306°N 9.09806°E

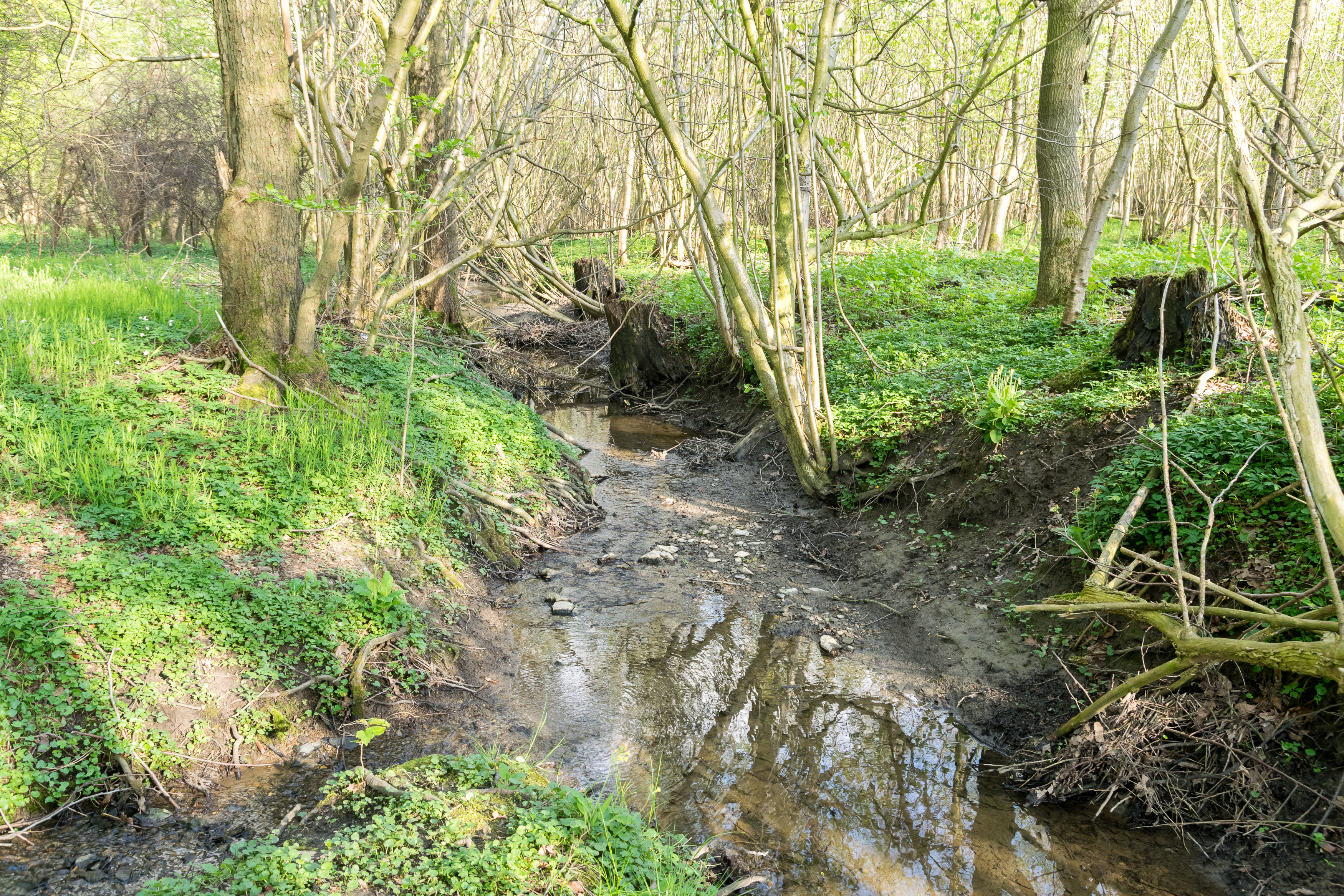

納普特河（德語：Napte）是德國的河流，位於該國西部，處於北萊茵-威斯特法倫州，屬於埃默河的左支流，河道全長10.7公里，流域面積23.5平方公里。